# Storå (Sverige)
 For alternative betydninger, se Storå (flertydig). (Se også artikler, som begynder med Storå)
Storå er et byområde i den nordlige del af Lindesbergs kommun i Örebro län i Sverige, beliggende ved Råsvalens nordlige strand og omfattende Guldsmedshyttan, som længe var byens postadresse.
Gennem byen løber Storån, og länsväg 871 går gennem hele byen, endda op til Ramsberg hvor vejen deles.

## Bebyggelsen
I Storå findes butikker, ambulatorium med apotek, plejehjemmet Grönboda, bibliotek, børnehave samt en grundskole fra 4. til 9. år. For 7. til 9. skoleår er hele den nordlige kommunedel skolens optagelsesområde.
Der ligger også en jernbanestation på Bergslagsbanan, som i efteråret 2012 blev udbygget til et rejsecentrum.